# Liste des sénateurs du Haut-Rhin
 (mai 2025).
Liste des sénateurs du Haut-Rhin.

## Sénateurs élus sous laIIIeRépublique
- Robert Bourgeois (UPR puis APNA), sénateur de 1920 à 1935.
- Médard Brogly (UPR), sénateur de 1935 à 1940, ancien député (1928-1935) et conseiller général de Huningue.
- Joseph Brom (UPR), sénateur de 1935 à 1940, ancien député (1924-1935) et conseiller général.
- Sébastien Gegauff (UPR puis APNA), sénateur de 1920 à 1935 (décès).
- Paul Helmer (UPR), sénateur de 1920 à 1929 (décès).
- Paul Jourdain (Démocrate), sénateur de 1927 à 1940, ancien député et maire d'Altkirch.
- Paul Ostermann (app. UPR), sénateur de 1935 à 1940.
- Joseph Pfleger (UPR puis APNA), sénateur de 1929 à 1935 (battu), ancien député (1919-1929).
- Jules Scheurer (Démocrate), sénateur de 1920 à 1927.

## Sénateurs élus sous laIVeRépublique
- Charles Édouard Amiot (MRP), sénateur de 1946 à 1948 (battu).
- Georges Bourgeois (RPF), sénateur de 1948 à 1951 (élu député jusqu'en 1978), maire de Pulversheim.
- Lucien Gander (RPF), sénateur de 1951 à 1952, maire de Mulhouse.
- Eugène Garessus (app CNIP), sénateur de 1957 à 1958.
- Gérard Hartmann, (CNIP), sénateur de 1952 à 1956 (décès).
- Paul-Jacques Kalb (RPF), sénateur de 1948 à 1964 (décès), candidat malheureux à la présidence de la république en 1953.
- Joseph Pfleger (MRP), sénateur de 1946 à 1948, ancien député et ancien sénateur de la IIIe république (1919-1936).
- Édouard Richard (SFIO), sénateur de 1946 à 1948 (battu), ancien maire de Colmar, ancien député.
- Eugène Ritzenthaler (RPF), sénateur de 1958 à 1968, ancien député.
- Modeste Zussy (RPF), sénateur de 1948 à 1968, conseiller général de Thann.

## Sénateurs élus sous laVeRépublique

### Sénateurs du Haut-Rhin du 22/09/1959 au 25/09/1968
- Paul-Jacques Kalb (UNR)
- Eugène Ritzenthaler (UNR), ancien député.
- Modeste Zussy (UNR, conseiller général du canton de Thann.
- Charles Stoessel (MRP), élu sénateur en septembre 1965 au siège de P-J Kalb, décédé en octobre 1964.
- Charles Zwickert (MRP), suppléant de C.Stoessel, devenu sénateur à la suite du décès de ce dernier en octobre 1966.

### Sénateurs du Haut-Rhin du 22/09/1968 au 25/09/1977
- Marcel Nuninger (Union Centriste - UDF), maire d'Illfurth.
- Pierre Schielé (Union Centriste - UDF), maire de Thann.
- Charles Zwickert (Union Centriste - UDF), adjoint au maire de Colmar.

Organisées peu de temps après la vague gaulliste des élections législatives de juin 1968, les élections sénatoriales marquèrent au contraire une volonté, similaire à celle exprimée dans le Bas-Rhin, d'équilibrer la représentation politique du département. À la surprise générale, alors que l'ensemble des députés étaient alors gaullistes, la liste MRP menée par le maire d'Illfurth et représentant du Sundgau, Marcel Nuninger, le maire de Thann, PIerre Schielé et le sénateur sortant Charles Zwickert, l'emporta facilement dès le premier tour contre la liste UDR des sénateurs sortants, Modeste Zussy et Eugène Ritzenthaler. Une certaine usure des sénateurs UDR semble s'être fait nettement sentir. Cet échec marquait par ailleurs la première étape dans d'une remontée des démocrates-chrétiens face au gaullisme, qui devait s'accentuer au cours des années 1970.

### Sénateurs du Haut-Rhin du 25/09/1977 au 28/09/1986
- Henri Goetschy (Union Centriste - UDF), président du conseil général, élu de Soultz-Haut-Rhin.
- Pierre Schielé (Union Centriste - UDF), maire de Thann. Questeur du Sénat.
- Charles Zwickert (Union Centriste - UDF), adjoint au maire de Colmar.

L'élection sénatoriale de 1977 permit une facile réélection des deux sénateurs sortants, Pierre Schielé, maire de Thann, et Charles Zwickert, proche du maire de Colmar Joseph Rey. Marcel Nuninger avait choisi de ne pas se représenter, favorisant ainsi la candidature du "patron" du département. Le nouveau président du conseil général, Henri Goetschy, fervent défenseur du bilinguisme en Alsace, fut donc tout aussi facilement élu dès le premier tour. Bien que composé de trois membres du CDS, la liste des trois sénateurs était en effet soutenue par l'ensemble des formations UDF et RPR, elle reflétait plus largement le nouvel équilibre du département, marqué par une forte poussée des centristes depuis 1973, avec le passage du conseil général des mains du RPR Georges Bourgeois à celle du CDS Henri Goetschy. Une liste "divers droite", composée de maires ruraux emmenés par le maire de Bergheim, Pierre Walter, ne réussit pas à déstabiliser la liste officielle.

### Sénateurs du Haut-Rhin du 28/09/1986 au 24/09/1995
- Hubert Haenel (RPR), maire de Lapoutroie.
- Henri Goetschy (Union Centriste - UDF), président du conseil général, élu de Soultz-Haut-Rhin.
- Pierre Schielé (Union Centriste - UDF), maire de Thann.

À l'occasion du renouvellement de 1986, la domination centriste fut battue en brèche par la candidature solitaire du RPR Hubert Haenel, ancien collaborateur du président Valéry Giscard d'Estaing, qui réussit à devancer le sénateur sortant Charles Zwickert, usé par près de vingt ans de présence au sénat, au premier tour, puis fut élu au second tour avec le soutien de l'UDF. Le président du conseil général, Henri Goetschy, tout comme le maire de Thann, Pierre Schielé, furent facilement réélus au premier tour, marquant la permanence d'un fort courant démocrate-chrétien auprès des grands électeurs. Peu de temps après, PIerre Schielé fut contraint à renoncer à son poste de questeur, et Henri Goetschy abandonna volontairement son poste de président du conseil général au CDS Jean-Jacques Weber.

### Sénateurs du Haut-Rhin du 24/09/1995 au 26/09/2004
- Hubert Haenel (RPR puis UMP), vice-président du conseil régional d'Alsace, maire de Lapoutroie.
- Daniel Eckenspieller (UDF puis UMP), maire d'Illzach.
- Jean-Louis Lorrain (UDF puis UMP), maire de Landser, vice-président du conseil général.

Les élections sénatoriales de 1995 furent marquées par le retrait des deux sénateurs UDF-CDS sortants, Pierre Schielé et Henri Goetschy, deux "poids lourds" de la vie politique alsacienne depuis le début des années 1970. Confronté à une forte concurrence à droite, avec les candidatures de René Danesi, Charles Buttner, Pierre Brand ou Jean-Paul Diringer, le dernier sénateur sortant, Hubert Haenel, obtint un succès personnel important en réussissant à faire élire l'ensemble de sa liste, dont le caractère ouvert et renouvelé avait sans doute séduit les grands électeurs. Le maire d'Illzach sans étiquette, proche du RPR, Daniel Eckenspieller, l'emportait au second tour, tout comme le représentant du conseil général, le CDS Jean-Louis Lorrain. Le maire de Mulhouse, Jean-Marie Bockel, alors candidat PS, réalisait une bonne performance, mais ne réussissait pas être élu. Conforté dans le Haut-Rhin par ce succès, Hubert Haenel échoua cependant par la suite à être élu président du conseil régional contre Adrien Zeller.

### Sénateurs du 26/09/2004 au 28/09/2014
- Hubert Haenel (UMP), nommé membre du Conseil constitutionnel en mars 2010
- Jean-Louis Lorrain (UMP), vice-président du conseil général, devenu sénateur le 7 mars 2010, à la suite de la nomination de Hubert Haenel au Conseil constitutionnel, meurt le 27 juin 2013
- Françoise Boog (UMP), maire de Meyenheim, devenue sénatrice le 28 juin 2013, après la mort de Jean-Louis Lorrain
- Catherine Troendlé (UMP), maire de Ranspach-le-Bas
- Jean-Marie Bockel (PS, RDSE, puis UDI-UC), remplacé de juin 2007 à décembre 2010 par Jacques Muller (Les Verts), lors de ses fonctions ministérielles dans le deuxième gouvernement François Fillon
- Patricia Schillinger (PS), maire de Hégenheim de 2008 à 2014.

### Sénateurs du 28/09/2014 au 27/09/2020
- Catherine Troendlé (UMP), maire de Ranspach-le-Bas
- René Danesi (UMP), maire de Tagsdorf depuis 1974 et ancien 3e Vice-Président du conseil régional d'Alsace
- Jean-Marie Bockel (UDI-UC)
- Patricia Schillinger (PS)

### Sénateurs depuis le 27/09/2020
- Christian Klinger (LR), maire de Houssen
- Sabine Drexler (DVD), conseillère départementale, adjointe au maire de Durmenach
- Patricia Schillinger (LREM)
- Ludovic Haye (Agir), maire de Rixheim